# Red Cliff
Red Cliff est une ville américaine située dans le comté d'Eagle dans le Colorado.
La ville doit son nom aux formations rocheuses de quartz locales ; « red cliff » signifie « falaise rouge » en anglais.

## Démographie
Selon le recensement de 2010, Red Cliff compte 267 habitants. La municipalité s'étend sur 0,23 milles carrés (0,6 km2).
| 1890 | 1900 | 1910 | 1920 | 1930 | 1940 |
| ---- | ---- | ---- | ---- | ---- | ---- |
| 383  | 256  | 383  | 347  | 544  | 715  |

| 1950 | 1960 | 1970 | 1980 | 1990 | 2000 |
| ---- | ---- | ---- | ---- | ---- | ---- |
| 556  | 586  | 621  | 409  | 297  | 289  |

| 2010 | - | - | - | - | - |
| ---- | - | - | - | - | - |
| 267  | - | - | - | - | - |